# Jonathan Ball Publishers
Jonathan Ball Publishers ist ein südafrikanischer Buchverlag mit Sitz in Johannesburg im Stadtteil Jeppestown.

## Profil
Der Verlag wurde 1976 von Jonathan Ball gegründet und ist auf englischsprachige Literatur des Landes spezialisiert. Zu seinem Themenspektrum gehören im Wesentlichen Werke über die Geschichte, Politik und Zeitgeschichte mit Bezug auf Südafrika, sowie Biografien, Literatur- und Sportthemen. Er tritt als Agentur für britische sowie US-amerikanische Verlage auf und nimmt dabei auch Marketing- und Vertriebsaufgaben wahr. Zusätzlich zu dem Verlagsnamen werden Bücher unter den südafrikanischen Imprints Sunbird und AD Donker herausgegeben.
Jonathan Ball Publishers verlegte auch ausgewählte Fantasy-Literatur, darunter Werke aus der Harry-Potter-Serie und J.R.R. Tolkiens Bücher The Lord of the Rings und The Hobbit.

## Sachbücher (Auswahl)
- 1985: André du Pisani: SWA/Namibia. The Politics of Continuity and Change.
- 2002: Catherine Buckle: Beyond tears. Zimbabwe's tragedy.
- 2012: Stephen Ellis: External Mission: The ANC in Exile. (ausgezeichnet mit dem Recht Malan Prize, 2013)[3]
- 2016: Kajsa Norman: Into the laager. Afrikaners living on the edge.
- 2019: Pieter du Toit: The Stellenbosch Mafia.
- 2019: Douglas Rogers: Two weeks in November. The astonishing untold story of the operation that toppled Mugabe.

## Auszeichnungen
Mehrfach wurden bei Jonathan Ball erschienene Bücher mit dem Sunday Times Alan Paton Award ausgezeichnet. Das betraf folgende Buchausgaben (Stand August 2019):
- The Dead will Arise von Jeff Peires
- The Scramble for Africa von Thomas Pakenham
- Mandela. The authorized biography von Anthony Sampson
- The Seed is Mine von Charles van Onselen
- Mouthful of Glass von Henk van Woerden
- Thabo Mbeki. The dream deferred von Mark Gevisser
- Midlands. A Very South African Murder von Jonny Steinberg
- The Number. One man's search for identity in the Cape underworld and prison gangs von Jonny Steinberg